# Hotele w Bydgoszczy

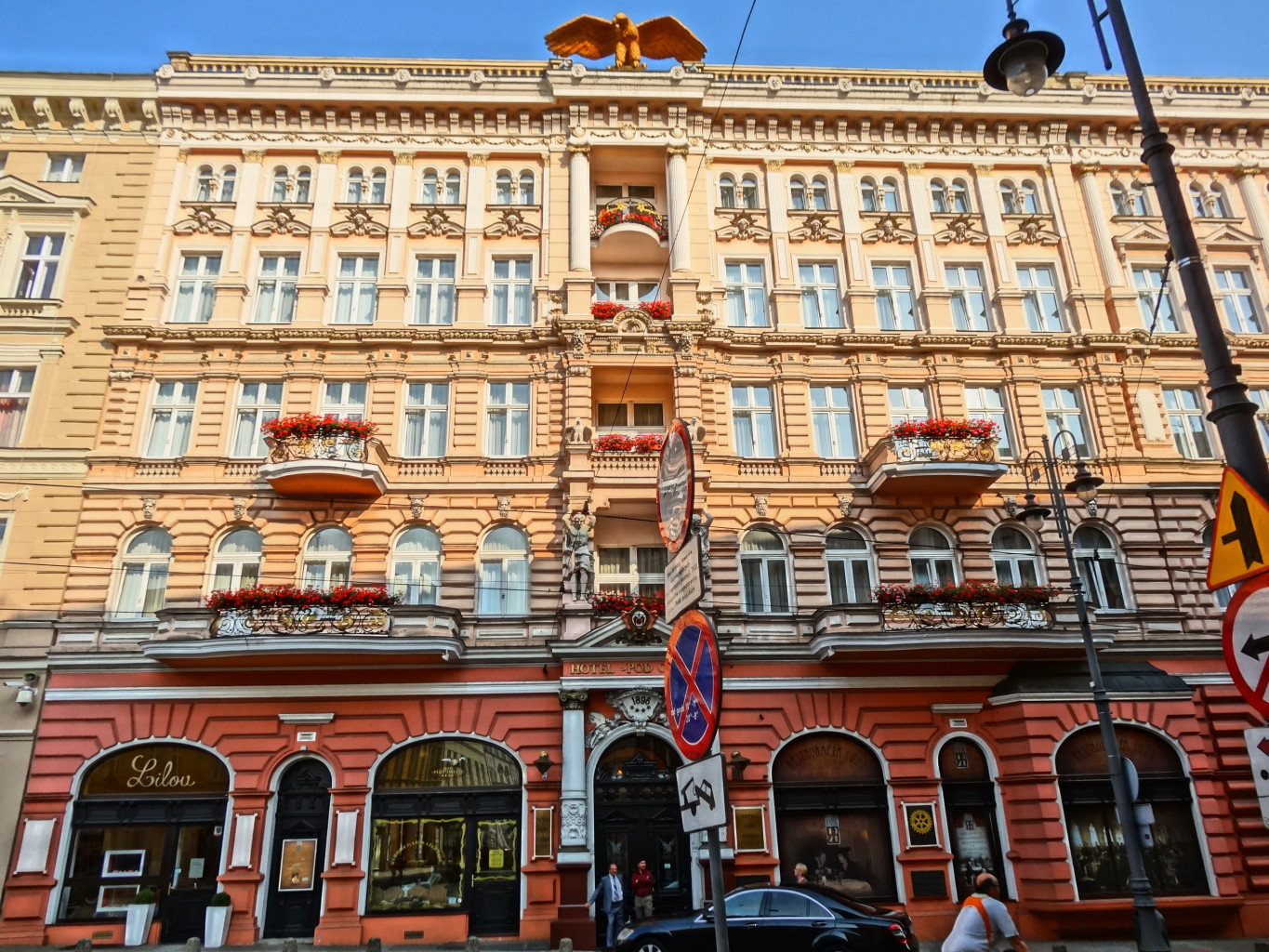
Hotel Pod Orłem – najstarszy zachowany i przez długie lata najokazalszy hotel w Bydgoszczy

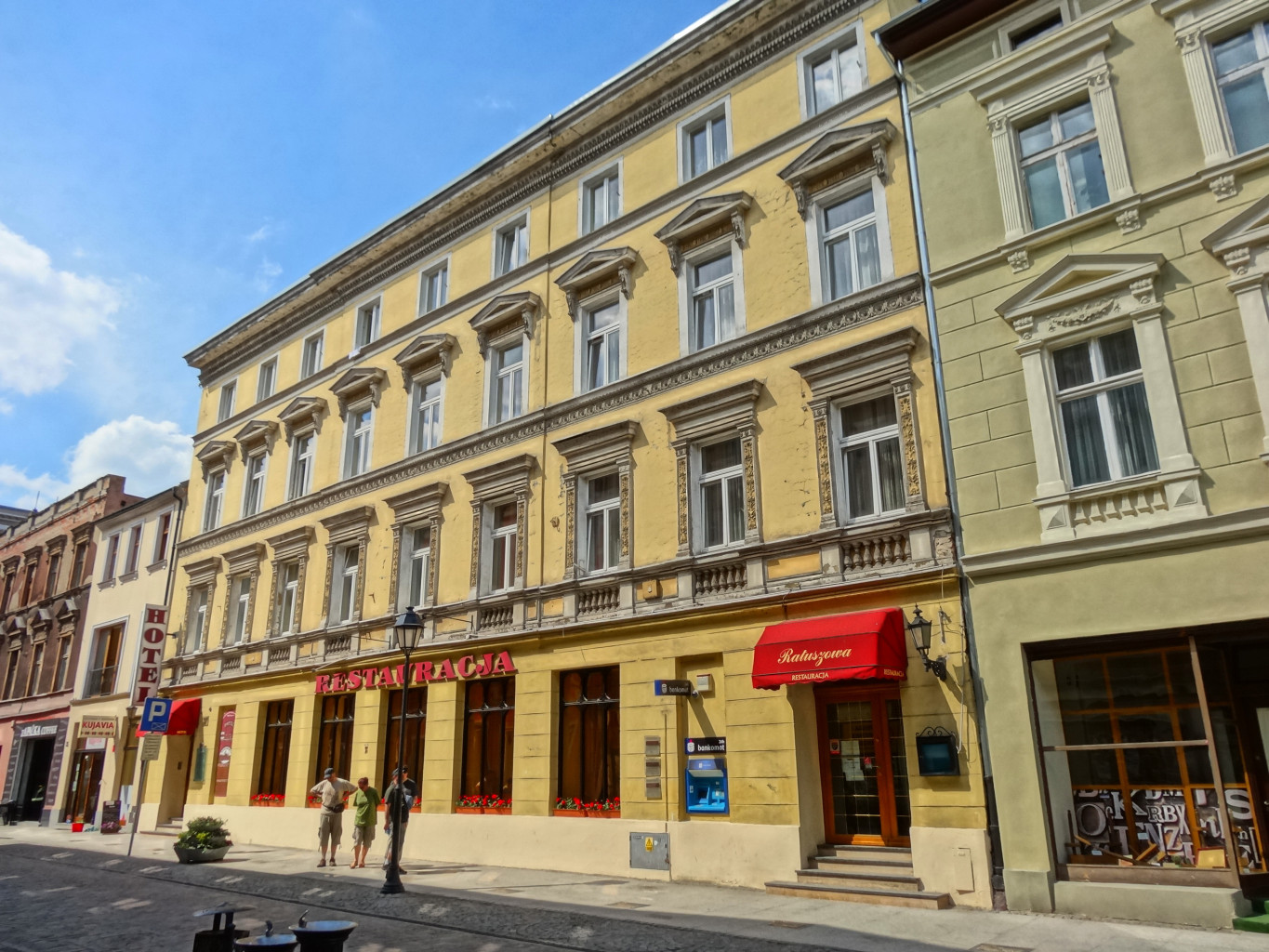
Hotel Ratuszowy przy ulicy Długiej świadczący nieprzerwanie usługi hotelarskie od 1882 roku

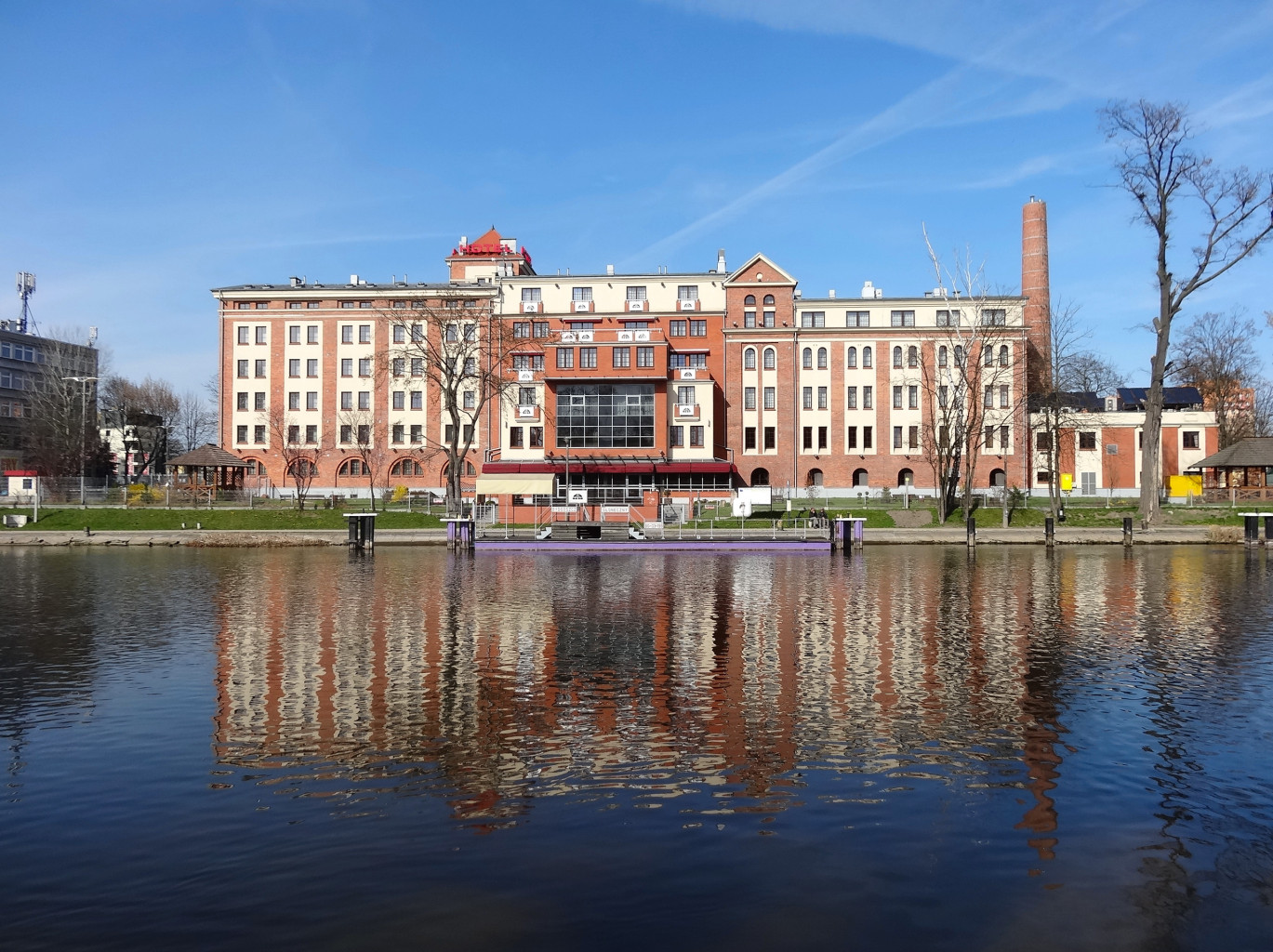
Słoneczny Młyn

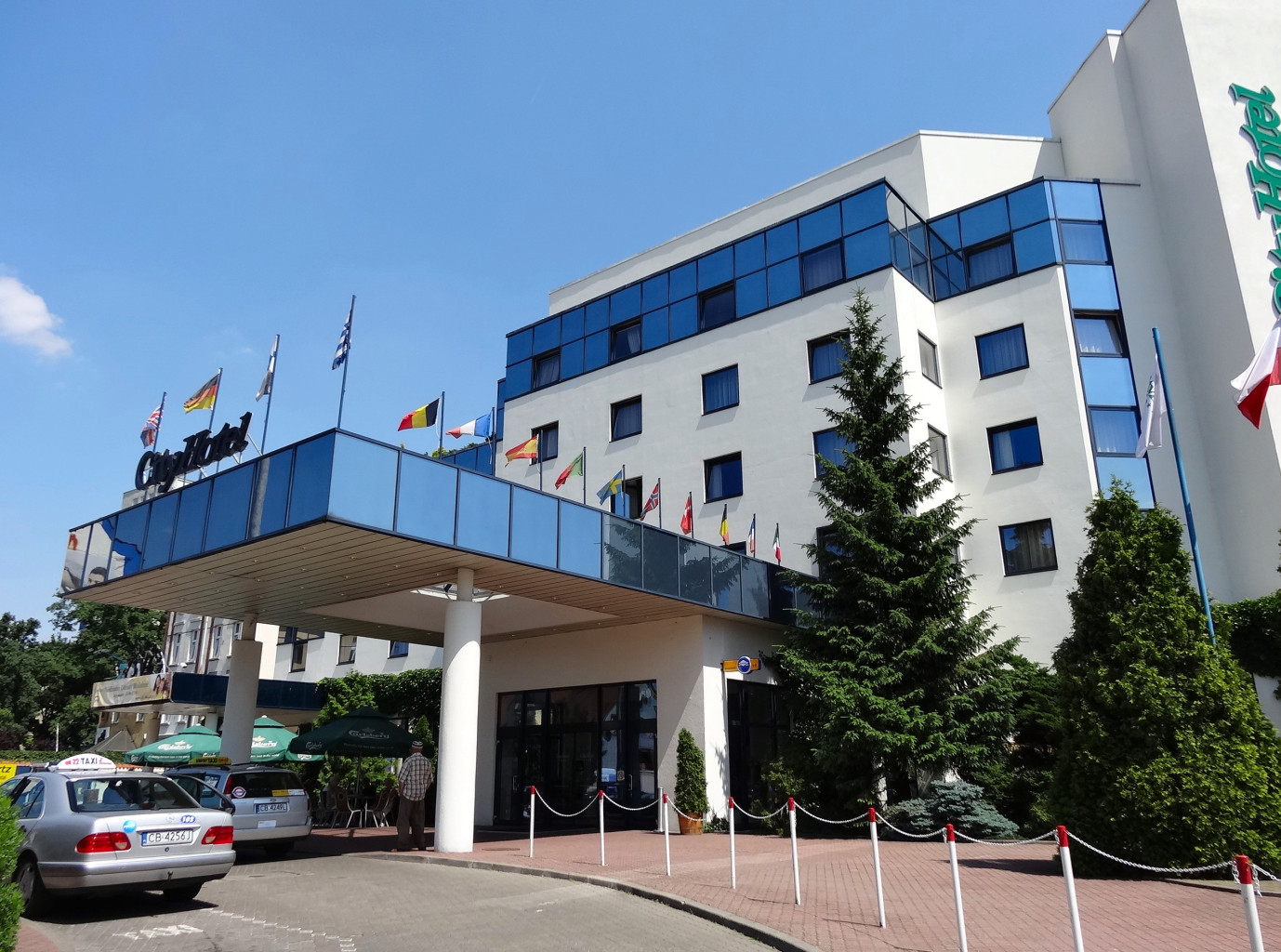
Hotel City

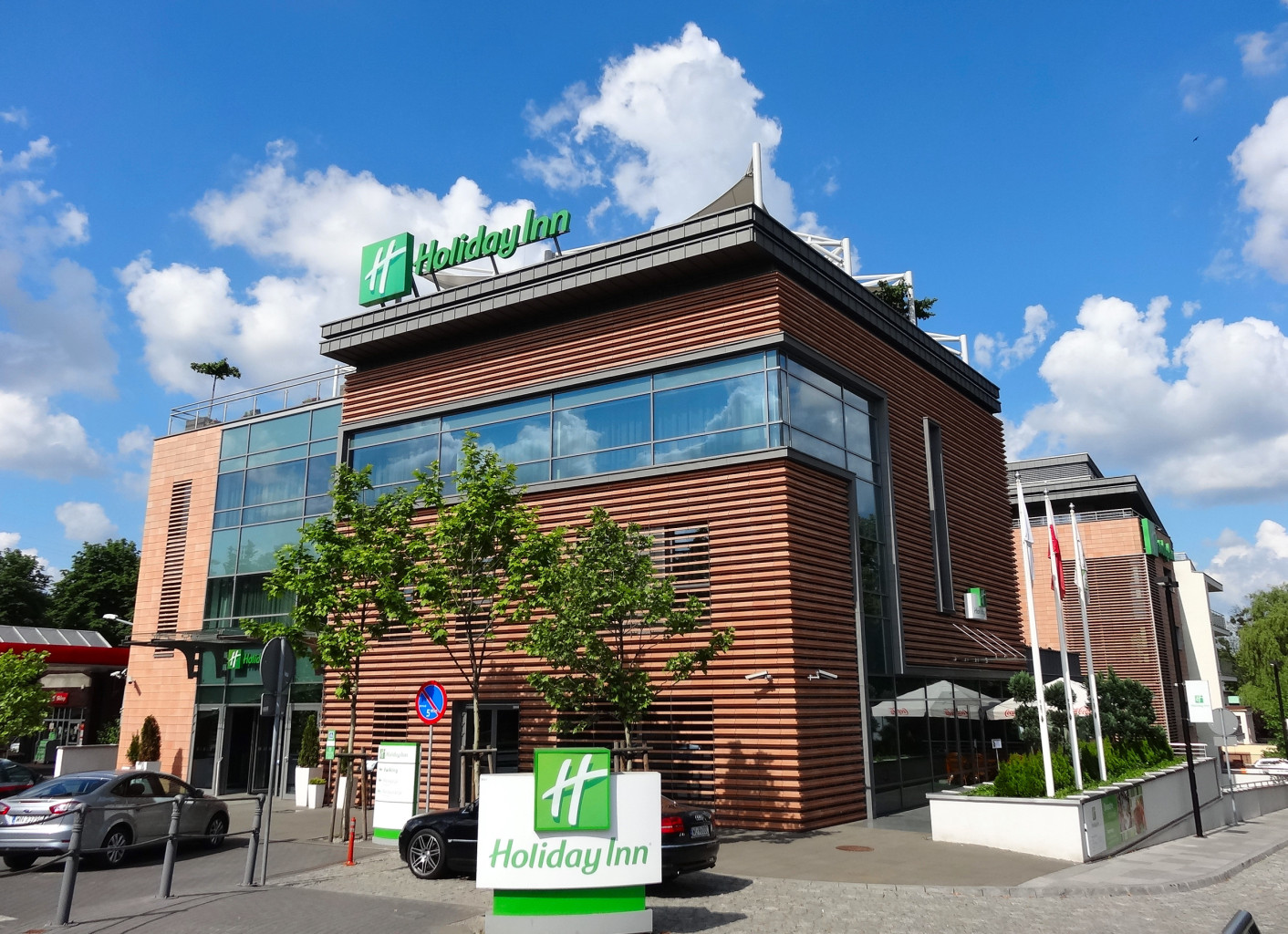
Bydgoski Holiday Inn

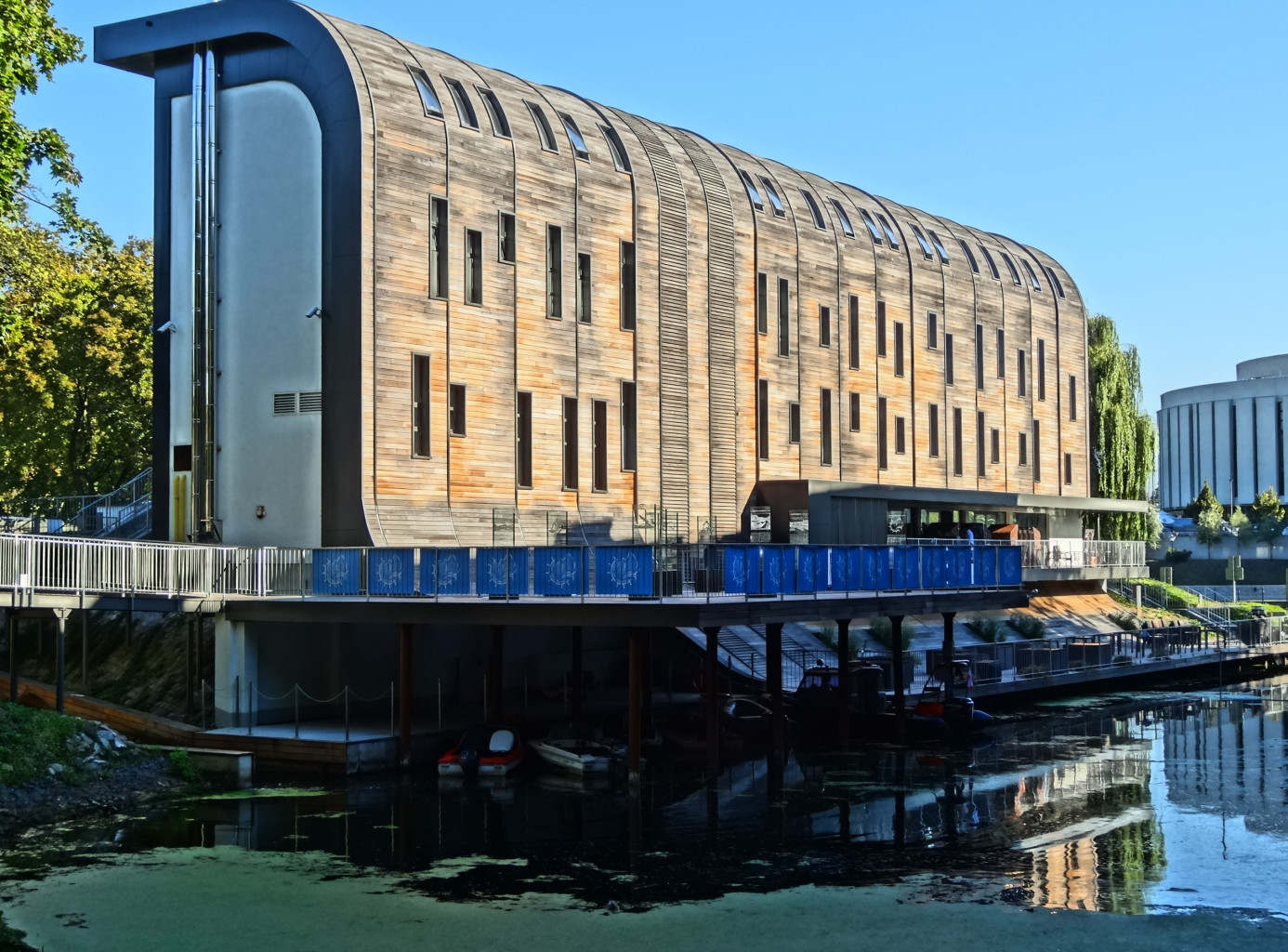
Hotel – Przystań Bydgoszcz

Hotele w Bydgoszczy – obiekty wchodzące w skład infrastruktury turystycznej na terenie Bydgoszczy i najbliżej okolicy, w których świadczone są odpłatnie usługi noclegowe.

## Charakterystyka
Bydgoszcz dysponuje zapleczem hotelowym, w tym wysokostandardowym. W 2008 roku otwarto tu pierwszy w województwie kujawsko-pomorskim hotel pięciogwiazdkowy, zaś czterogwiazdkowy hotel Pod Orłem funkcjonuje nieprzerwanie 200 lat. Rodowodem XIX-wiecznym mogą pochwalić się poza tym dwa istniejące hotele: Centralny (1876) i Ratuszowy (1882).
W Bydgoszczy dominują hotele średniej wielkości i obiekty małe – prowadzone przede wszystkim przez lokalnych przedsiębiorców. Sieciowe obiekty reprezentują m.in.: Holiday Inn, Ikar (Hotele WAM), Focus, Gromada, Campanile, Ibis, Mercure, planowany jest m.in. hotel sieci Hilton.
Według badań ruchu turystycznego z 2012 roku, dwie trzecie osób przyjeżdżających do Bydgoszczy jako cel podróży wskazywało cel rekreacyjny oraz odwiedziny rodziny i znajomych, względnie podróż turystyczną. Goście hotelowi rekrutują się m.in. spośród biznesmenów, jak również turystów krajowych, zagranicznych oraz uczestników kongresów, wydarzeń kulturalnych i sportowych. Szacunki przyjazdów do Bydgoszczy w 2012 roku wynoszą między 250 a 450 tys. osób rocznie, zaś ich wydatki ok. 75 mln zł. Około 60% osób przybyło samochodem, 20% koleją, zaś spośród obcokrajowców 55% przybyło transportem lotniczym (Port lotniczy Bydgoszcz-Szwederowo). Około 40% osób przybywających do Bydgoszczy z zamiarem noclegu, korzysta z usług hoteli. Pozostali nocują u znajomych, rodziny, bądź wynajmują kwatery prywatne.
Na podstawie wieloletnich badań GUS można stwierdzić, że ruch turystyczny w Bydgoszczy nie jest zbyt duży względem innych polskich miast, natomiast posiada stałą tendencję wzrostową. Najwięcej noclegów w hotelach notuje się wiosną (maj, czerwiec) i jesienią (wrzesień-listopad), natomiast turyści zagraniczni chętnie odwiedzają miasto także latem. Jedna trzecia osób odwiedzających Bydgoszcz pochodzi z województwa kujawsko-pomorskiego, kolejna jedna trzecia z trzech województw: mazowieckiego, wielkopolskiego i pomorskiego. 6% turystów pochodzi z Warszawy, po 5% z Poznania i Torunia. Można zidentyfikować cztery rejony generujące w Bydgoszczy ruch w celach typowo turystycznych. Są to duże aglomeracje miejskie (Warszawa, Kraków, Poznań, Wrocław, Trójmiasto) i trzy obszary województw ościennych: północno-wschodnia cześć Wielkopolski, południowa część Pomorza Gdańskiego i południowo-zachodnia część Warmii i Mazur. Lokalny charakter ruchu napływowego pochodzi z centralnej części województwa kujawsko-pomorskiego, zwłaszcza powiatów otaczających Bydgoszcz. (bydgoski, nakielski, inowrocławski, toruński, chełmiński, świecki, żniński, radziejowski).
Badania przeprowadzone w 2012 roku wykazały, że 2/3 osób przyjezdnych dobrze lub bardzo dobrze ocenia atrakcyjność turystyczną Bydgoszczy. Miejsca najbardziej przyciągające turystów, najlepiej oceniane to: Wyspa Młyńska, Wenecja Bydgoska, Opera Nova, Leśny Park Kultury i Wypoczynku, Bydgoski Tramwaj Wodny, Bazylika Mniejsza, Spichrze nad Brdą, Stary Rynek z katedrą, Śródmieście z dzielnicą muzyczną, Kanał Bydgoski ze śluzami.

### Hotele bydgoskie
Według stanu z 2017 roku w Bydgoszczy znajdowało się 31 hoteli skategoryzowanych, w tym:
- 1 pięciogwiazdkowy (Bohema)
- 6 czterogwiazdkowych (Pod Orłem, City, Słoneczny Młyn, Holiday Inn, Sepia, Wodnik)
- 12 trzygwiazdkowych
- 12 dwugwiazdkowych
- 1 jednogwiazdkowy

W Bydgoszczy znajduje się również schronisko młodzieżowe I kategorii oraz 17 zakładów hotelowych bez kategoryzacji o charakterze hoteli, pensjonatów, hosteli i pokoi gościnnych.
Cztery hotele prowadzą nieprzerwaną działalność od XIX wieku w budynkach zabytkowych, zaś pięć w zaadaptowanych budynkach zabytkowych. Kilkanaście obiektów znajduje się w dawnych hotelach pracowniczych z lat 70. XX w., natomiast hotel Maraton zajmuje dawne kasyno wojskowe. Do ważniejszych hoteli wybudowanych współcześnie należą: Brda (1972), City (1992), Park (2005), Holiday Inn (2010), Campanille (2013), Sepia-Mercure (2016). Planowana była budowa nowych hoteli, m.in. w starej farbiarni (Hilton).

### Hotele podbydgoskie
W strefie podmiejskiej Bydgoszczy w 2017 roku czynnych było około 25 hoteli, w tym:
- 1 czterogwiazdkowy (hotel Brzoza w gminie Nowa Wieś Wielka)
- 7 trzygwiazdkowych (2 w gminie Solec Kujawski, 5 w gminie Osielsko)
- 6 dwugwiazdkowych (po 2 w gminach: Białe Błota, Osielsko, Szubin)
- 2 jednogwiazdkowe

Pozostałe nie są skategoryzowane, w charakterze moteli, pensjonatów, domów wycieczkowych, kwater oraz innych zakładów hotelowych. Trzy obiekty urządzono w zaadaptowanych budynkach zabytkowych (Złota Karczma, Chata Skrzata i Pałac Nowy w Ostromecku).

### Statystyka GUS
Według Banku Danych Lokalnych Głównego Urzędu Statystycznego w 2013 roku w Bydgoszczy znajdowało się 18 hoteli, a w powiecie bydgoskim 8 hoteli. Dane te obejmują tylko część bazy noclegowej, która została skategoryzowana przez urząd marszałkowski i ujęta w badaniach przeprowadzanych przez GUS.
Według GUS obiekty hotelowe w Bydgoszczy dysponowały 2965 miejscami noclegowymi, w tym:
- hotele – 1959 miejsc,
- szkolne schroniska młodzieżowe – 93 miejsc,
- zespoły domków turystycznych – 100 miejsc,
- pola biwakowe – 680 miejsc,
- inne obiekty hotelowe – 121 miejsc.

Według GUS najbliższe miastu gminy podmiejskie (Osielsko, Białe Błota, Nowa Wieś Wielka, Solec Kujawski, Sicienko, Dąbrowa Chełmińska) dysponowały 496 miejscami noclegowymi, z tego na hotele przypada 412 miejsc. Natomiast w gminie Koronowo, sąsiadującej z Bydgoszczą, która leży w zasięgu Borów Tucholskich i Zalewu Koronowskiego znajdowało się m.in. 688 miejsc noclegowych z ośrodków wczasowych, kolonijnych i szkoleniowo-wypoczynkowych.
Gośćmi bydgoskich hoteli w 2012 roku było ok. 123 tys. osób, w tym 18 tys. turystów zagranicznych, głównie Niemców (5 tys.) i mieszkańców Wielkiej Brytanii (1,5 tys.) Spośród innych narodowości powyżej 0,5 tys. osób odnotowano m.in. mieszkańców Czech, Francji, Irlandii, Holandii, Rosji, USA, Szwecji, Włoch, Ukrainy. Polscy turyści spędzali średnio 1,8 dnia w hotelach, a turyści zagraniczni – 3,5 dnia.
W 2012 roku wykorzystanie miejsc noclegowych w Bydgoszczy wynosiło 30%, a w powiecie bydgoskim 19%. Dla porównania wśród dużych miast Polski porównywalne wykorzystanie miejsc noclegowych zanotowano m.in. w Katowicach, Olsztynie, Łodzi, a większe o ok. 10% w Gdańsku, Warszawie, Wrocławiu, Krakowie.

### Promocja kultury w hotelach
Bydgoskie hotele począwszy od I dekady XXI w. coraz bardziej wpisują się w życie kulturalne miasta. W hotelu Bohema organizowane są co miesiąc spotkania z wybitnymi ludźmi kultury. Gościli na nich m.in. Krzysztof Zanussi, Jacek Wójcicki, Wojciech Mann, Kora, Katarzyna Figura, Stanisław Mikulski, Zbigniew Wodecki, Wojciech Pszoniak, Anna Maria Jopek, Jerzy Owsiak, Daniel Olbrychski, Maciej Maleńczuk, Marek Niedźwiecki i inni. W hotelu Ratuszowym odbywają się spotkania poświęcone ciekawostkom z historii Bydgoszczy. Z kolei hotel Pod Orłem organizuje spotkania literackie, bale karnawałowe w stylu retro, nawiązujące do międzywojennej Bydgoszczy, a także happeningi z okazji świąt państwowych (Narodowe Święto Niepodległości 11 Listopada) odtwarzające atmosferę z początku XX wieku. Działania te koordynuje Wojewódzki Ośrodek Kultury oraz Bydgoska Lokalna Organizacja Turystyczna „Bylot”.

## Historia

### Okres przed 1920 r.
Rozwój hotelarstwa w Bydgoszczy rozpoczął się w XVIII wieku, co związane było z rozwojem nowoczesnych środków transportu oraz wzrostem mobilności ludzi. Apartamenty do wynajęcia zajmowali przybyli do miasta urzędnicy i oficerowie, później również ziemiaństwo i przemysłowcy.
Ciekawostką z okresu przedrozbiorowego była wykonana przez władze miejskie „Konotacja kamienic rezydencjonalnych w mieście Jego Królewskiej Mości Bydgoszczy” stanowiąca rejestr kwater do wynajęcia przez uczestników sesji Trybunału Koronnego w Bydgoszczy w 1766 roku. Wytypowano 101 miejsc, w tym dwór, 5 rezydencji, 7 domostw oraz 88 kamienic, wszystkie w obrębie murów miejskich
Początkowo funkcje noclegowo-gastronomiczne pełniły karczmy, oberże, austerie oraz gospody, które mieściły zazwyczaj izbę szynkową, pokoje gościnne oraz stajnię i wozownię. Model hotelu przystosowanego do współczesnych funkcji ukształtował się w pierwszej połowie XIX wieku. Po 1850 r. na świecie budowano tzw. hotele wielkomiejskie, które wyróżniały się z otoczenia wielkością i wystrojem elewacji, natomiast większość średnich hoteli podobna była do zwykłych kamienic, a hotele o niskim standardzie nadal mieściły się w domach mieszkalnych. Hotele stawiano wzdłuż uczęszczanych szlaków komunikacyjnych, początkowo na rynkach i przedmieściach, po 1850 r. także w pobliżu dworców kolejowych.
W Bydgoszczy realizację zasługującą na miano „hotelu wielkomiejskiego” wzniesiono w latach 90. XIX wieku. Jednak pierwsze obiekty gastronomiczno-noclegowe działały już w XVIII wieku. Znane są co najmniej dwa zajazdy z hotelem w nazwie z tego okresu oraz Hotel Rio’s, działający aż do II wojny światowej. Były to usytuowane przy ulicy Długiej: Hotel de Pologne i Hotel de Varsovie. Oba urządzono w piętrowych kamienicach, krytych spadzistymi dachami, wzniesionych w ostatniej ćwierci XVIII stulecia.
Natomiast przy drogach wylotowych z miasta usytuowano zajazdy. Były to m.in.:
- zajazd Gliszczyńskich (w miejscu ob. Hotelu Pod Orłem) na Przedmieściu Gdańskim
- zajazd Czerwona Karczma na Przedmieściu Poznańskim (ob. róg ulic Poznańskiej i św. Trójcy), wzniesiony ok. połowy XVIII wieku

W pierwszej połowie XIX w. oraz latach 50. i 60. XIX w. otwarto następujące hotele:
- Hotel Rio’s przy ul. Długiej 31, przebudowany do formy neorenesansowej z wieżą w 1862 roku, po 1945 r. przekształcony na mieszkania
- Hotel Carla Arlta (1820) przy ul. Długiej 22
- Hotel de Rome u zbiegu ul. Podwale i pl. Kościeleckich, rozebrany w latach 60. XIX w.
- Hotel Moritz przy ul. Podgórnej, po 1945 r. przekształcony na mieszkania
- Gasthaus Zu den 3 Kronen (1846) przy ul. Poznańskiej 15, po 1945 r. przekształcony na mieszkania
- Hotel Pod Orłem obok zajazdu Gliszczyńskich przy ul. Gdańskiej (od 1822)
- Hotel Pawlikowskiego przy ul. Gdańskiej naprzeciw zajazdu Gliszczyńskich, przebudowany w 1872 roku, rozebrany w 1910 roku w związku z budową domu towarowego Jedynak
- Hotel de Bromberg za klasztorem Klarysek, na Grodztwie, rozebrany w latach 30. XIX w. w związku z budową gmachu rejencji bydgoskiej przy ul. Jagiellońskiej
- Hotel Stelbaums przy Zbożowym Rynku 5, po 1930 r.
- Englisches Haus przy Wełnianym Rynku 10, pełniący funkcję hotelu w latach 1864-1877

Po otwarciu Pruskiej Kolei Wschodniej z Berlina przez Bydgoszcz i Tczew do Królewca, lokalizacja hoteli przeniosła się stopniowo w okolice dworca kolejowego. W latach 70. XIX wieku przy ulicy Dworcowej wzniesiono dwa hotele, a w latach 80. kolejne trzy. Wszystkie funkcjonowały w północno-zachodniej części ulicy w pobliżu dworca.
Były to:
- Hotel Reichshof (1880), ul. Dworcowa 19, pełniący funkcję hotelu do 1939 roku
- Hotel Darheim (1895), ul. Dworcowa 74, pełniący funkcję hotelu do 1925 roku
- Heise Hotel, ul. Dworcowa 94, pełniący funkcję hotelu do 1922 roku, obecnie nieistniejący
- Hotel du Nord (1870), ul. Dworcowa 89, po 1945 r. przekształcony na mieszkania
- Heise’s Hotel (1870), ul. Dworcowa 87, po 1945 r. przekształcony na mieszkania
- Hotel St. Petersburg (1869), ul. Dworcowa 100, pełniący funkcję hotelu do 1886 roku, potem kamienica mieszkalna
- Schliep’s Hotel (1870), ul. Dworcowa 79, obecnie hotel Asystenta
- Hotel Viktoria (1876), ul. Dworcowa 85, obecnie hotel Centralny
- Hotel Hoffmann (1879). Ul. Warszawska 17, po 1945 r. przekształcony na mieszkania

W latach 80. XIX wieku otwarto także Hotel Lengning przy ulicy Długiej (1882, obecny hotel Ratuszowy) oraz Hotel Royal przy placu Teatralnym. W latach 1900–1910 rozpoczęto także działalność hotelową w kolejnych pięciu kamienicach przy dworcu kolejowym, których część działała już wcześniej, jako hotele niższej kategorii. Charakterystyczne, że budynki hoteli sytuowano przeważnie na rogach ulic, po kilka lub przynajmniej dwa w bliskim sąsiedztwie. W 1900 roku otwarto także hotel Schulza przy Zbożowym Rynku 9, a w 1905 roku kompleks Deutsches Haus między ulicami Gdańską, Mickiewicza i Słowackiego, mieszczący w okresie międzywojennym hotel, teatr letni i scenę niemiecką (Deutsche Bühne).
Począwszy od 1890 roku aż do II wojny światowej liczba funkcjonujących obiektów wahała się między 12 a 14. Poza hotelami działały przez cały czas inne obiekty o funkcjach noclegowych jak zajazdy, pensjonaty czy pokoje do wynajęcia.
Gmachy hotelowe wzniesione w 2. połowie XIX w. założone były zazwyczaj na planie prostokąta lub zbliżonym do litery „L”. Zazwyczaj na parterze znajdowały się sale restauracyjne, kawiarnie, sklepy, pomieszczenia rozrywkowe, a w wyższych kondygnacjach – pokoje gościnne oraz nierzadko – mieszkanie właściciela. Począwszy od lat 70. XIX w. fasady budynków zdobiono sztukaterią w duchu neorenesansowym, a później neobarokowym. Panowało powszechne przekonanie, iż wielość ozdób wzmacnia rangę budynku.
Największym, najnowocześniejszym i najbardziej reprezentacyjnym hotelem bydgoskim był wzniesiony w latach 1894-1896 nowy budynek Hotelu Pod Orłem. Właścicielem był hotelarz Emil Bernhardt szkolony w Szwajcarii, a budowniczym Józef Święcicki. Parter zajmowały restauracja, kawiarnia muzyczna, sala bilardowa oraz sklepy, powyżej znajdowały się pokoje hotelowe. Zastosowano bogaty wystrój wnętrza, z wielkimi, kryształowymi lustrami, złoconymi ornamentami oraz witrażami, podkreślony bogato zdobioną balustradą ujmującą reprezentacyjną klatkę schodową. Łącznie hotel dysponował około 44. pokojami gościnnymi i na długo stał się największym hotelem w mieście.

### Dwudziestolecie międzywojenne
W okresie międzywojennym funkcjonowały w Bydgoszczy następujące hotele:
- Hotel Rio przy ul. Długiej 31, obecnie kamienica
- Hotel Francuski (od 1932 – Hotel Pomorski) przy ul. Podgórnej 1, obecnie kamienica
- Hotel Pod Orłem przy ulicy Gdańskiej 14
- Rosenfeld’s Hotel (od 1936 r. Lotz Hotel) przy ul. Poznańskiej 15, obecnie kamienica
- Hotel Kujawski przy Zbożowym Rynku 5, funkcjonował do 1930 r.
- Hotel Gelhorn przy ul. Dworcowej 87-89, obecnie kamienica
- Hotel Lengning przy ul. Długiej 37
- Hotel Wegner przy ul. Zygmunta Augusta 4, funkcjonował do 1923 r.
- Hotel International (od 1932 – Hotel Metropol) przy ul. Dworcowej 79
- Hotel Nowe Miasto przy ul. Dworcowej 94, funkcjonował do 1922 r., obecnie kamienica
- Hotel Röpke przy ul. Toruńskiej 147, funkcjonował do 1922 r.
- Hotel Wiktorja przy ul. Dworcowej 85, obecnie hotel Centralny
- Hotel Warszawski (od 1935 – Hotel Polonia) przy ul. Warszawskiej 17
- Hotel Darheim przy ul. Dworcowej 74, funkcjonował do 1925 r., obecnie kamienica
- Hotel Goplana (od 1922 Hotel Boston, od 1932 Hotel Gastronomia) przy ul. Dworcowej 19, obecnie kamienica
- Hotel Dworcowy przy ul. Zygmunta Augusta 18, funkcjonował do 1933 r., obecnie kamienica
- Hotel Deutches Haus (od 1932 – Hotel Deutches Haus „Elysium”) przy ul. Gdańskiej 68, obecnie kamienica

W latach 20. kilka hoteli zamknięto, co miało związek m.in. z wyjazdem z Polski części ludności niemieckiej, w tym właścicieli hoteli. W latach 30. liczba hoteli ustabilizowała się na poziomie 11 obiektów. Większość z nich była usytuowana przy ulicy Dworcowej, łączącej dworzec kolejowy z główną ulicą miasta – Gdańską. Były to hotele o genezie XIX-wiecznej, ze zmienionymi nazwami, lecz często nadal z właścicielami narodowości niemieckiej. Z nowych obiektów, w 1938 roku przy dworcu kolejowym otwarto Miejski Dom Turysty (schronisko turystyczne). Najbardziej reprezentacyjnym obiektem pozostawał nadal hotel Pod Orłem. W hotelu tym zatrzymywali się zwykle goście zagraniczni oraz ważne osobistości (m.in. Józef Piłsudski, Stanisław Wojciechowski, Ignacy Mościcki i inni).

### Okres po 1945 r.
Po II wojnie światowej warunki do prowadzenia działalności hotelarskiej w Bydgoszczy uległy zasadniczej zmianie, gdyż dotychczasowe obiekty prywatne upaństwowiono. Liczba hoteli spadła, gdyż w wielu z nich zaniechano funkcji noclegowej, przeznaczając je na mieszkania. W latach 50. XX wieku funkcjonowało pięć hoteli. Największy i najokazalszy z nich – hotel Pod Orłem (70 pokoi, 119 łóżek) znajdował się w gestii Przedsiębiorstwa Państwowego Orbis i przeznaczony był dla gości zagranicznych. Pozostałe cztery hotele były zarządzane przez Przedsiębiorstwo „Hotele Miejskie”. Były to:
- Hotel Dworcowy (dawniej Metropol) przy l. Dworcowej 79 – 28 pokoi, 65 łóżek
- Hotel Centralny (dawniej Viktorja) przy ul. Dworcowej 85 – 47 pokoi, 99 łóżek
- Hotel Śródmiejski (dawnej Gastronomia) przy ul. Dworcowej 19 – 28 pokoi, 44 łóżka
- Hotel Turystyczny (dawnej Polonia) przy ul. Warszawskiej 17 – 11 pokoi, 26 łóżek

Pozostałe z hoteli przedwojennych zmieniły przeznaczenie. Hotel Ratuszowy do 1965 r. był internatem, po czym przywrócono mu funkcję hotelową. Hotele: Dworcowy, Turystyczny i Śródmiejski w latach 60. przekształcono na bazę parahotelarską lub pomieszczenia biurowe i handlowe. Inne to obecnie kamienice mieszkalne.
W okresie Polski Ludowej miasto Bydgoszcz uznawano oficjalnie za ośrodek przemysłowy i w związku z tym nie inwestowano w bazą noclegową i turystyczną. Wyjątkiem był wzniesiony w 1972 roku hotel Brda przy ulicy Dworcowej oraz hotel Garnizonowy na osiedlu Leśnym przeznaczony dla służb mundurowych. Pozostałe obiekty, łącznie ze schroniskiem młodzieżowym funkcjonowały w starych, często zabytkowych budynkach. W latach 60. w peryferyjnej dzielnicy miasta Janowie urządzono natomiast zespół domków turystycznych przy stanicy PTTK „Szlak Brdy”. W 1975 roku przy ul. Fordońskiej otwarto hotel Pomorski.
W 1980 roku Bydgoszcz posiadała 16 placówek o 2354 miejscach noclegowych, w tym 8 hoteli o 960 miejscach, 1 dom wycieczkowy z 72 miejscami, 1 schronisko młodzieżowe ze 100 miejscami oraz 4 obozowiska turystyczne na 200 miejsc (Janowo, Jachcice, Miedzyń)
Przełom polityczny w 1989 roku spowodował powrót do własności prywatnej i swobodnego rozwoju opartego na prawach popytu i podaży. Z uwagi na niski poziom bazy hotelowej w mieście, w obliczu rozwijającego się ruchu biznesowego, rozpoczęto budowę hoteli, należących do sieci ogólnopolskich, jak i obiektów prywatnych. Na placówki noclegowe zaadaptowano również szereg dawnych hoteli pracowniczych. W połowie lat 90. zmodernizowano i pieczołowicie odnowiono hotel Pod Orłem, który zyskał markę czterogwiazdkowego. W 1992 r. przy ul. 3 Maja otwarto hotel City, konkurujący jakością usług z hotelem Pod Orłem, następnie hotel Gąsiorek w Brzozie Bydgoskiej.
Szereg hoteli wzniesiono po 2000 roku. Dotyczy to zwłaszcza obiektów średnio- i wysokostandardowych. Kategorię 4 gwiazdek otrzymały m.in. nowe: Słoneczny Młyn oraz Holliday Inn.

## Przegląd hoteli
Przegląd dotyczy hoteli w Bydgoszczy i gminach podmiejskich w promieniu maksymalnie do 20 km od centrum miasta.

### Hotele 5-gwiazdkowe
| Lp. | Nazwa  | Adres                    | Data otwarcia | Liczba pokoi | Uwagi | www | Zdjęcie |
| 1   | Bohema | Konarskiego 9, Bydgoszcz | 2008          | 24           | nieduży, lecz luksusowy hotel zlokalizowany w zabytkowej kamienicy z 1887 roku, dysponuje m.in. restauracją „Czarny Diament” i kawiarnią „Weranda”, salą Rubinową, tarasem na dachu, winiarnią, pokojem palenia cygar, gabinetem internetowym, basenem, sauną parową i suchą, SPA; dostępne są apartamenty: Szafirowy, Złoty, Szmaragdowy, Bohema; jest miejscem spotkań „artyści w Bohemie”, wystrój wnętrz nawiązuje do bogatego mieszczańskiego domu z okresu belle époque | www |         |

### Hotele 4-gwiazdkowe
| Lp. | Nazwa          | Adres                      | Data otwarcia | Liczba pokoi | Uwagi | www | Zdjęcie |
| 1   | Pod Orłem      | Gdańska 14, Bydgoszcz      | 1822          | 75           | zlokalizowany w zabytkowej kamienicy, jednej z perełek bydgoskiego Śródmieścia, zbudowanej w 1896 roku, w XIX i XX wieku najstarszy i najokazalszy bydgoski hotel typu „wielkomiejskiego”, słynie z historycznego, oryginalnego wystroju zarówno elewacji, jak i wnętrz, od lat jest miejscem realizacji różnych przedsięwzięć biznesowych, posiada sale konferencyjne i bankietowe oraz m.in. apartament Artura Rubinsteina z fortepianem, jest miejscem imprez w stylu retro, nawiązujących do międzywojennej Bydgoszczy | www |         |
| 2   | City           | 3 Maja 6, Bydgoszcz        | 1992          | 171          | duży hotel zlokalizowany w nowoczesnym czteropiętrowym budynku w centrum miasta, dysponuje m.in. centrum konferencyjnym (na ok. 500 osób), kasynem, salonem gier, klubem nocnym, siłownią, sauną, jacuzzi, zapleczem gastronomicznym, wypożyczalnią rowerów; w pobliżu znajduje się parking wielopoziomowy | www |         |
| 3   | Słoneczny Młyn | Jagiellońska 96, Bydgoszcz | 2008          | 96           | zlokalizowany w przebudowanych dawnych młynach zbożowych, zbudowanych w 1862 roku nad Brdą (z portem rzecznym, gdzie załadowywano towar na barki), dysponuje centrum biznesowym z 5 salami konferencyjnymi, SPA, klubem nocnym, zapleczem gastronomicznym oraz własną przystanią nad Brdą z przystankiem Bydgoskiego Tramwaju Wodnego; wystrój wnętrz w nastroju secesji i art déco | www |         |
| 4   | Holiday Inn    | Grodzka 36, Bydgoszcz      | 2010          | 134          | hotel ogólnoświatowej sieci Holiday Inn, zlokalizowany w nowoczesnym budynku w rejonie Starego Miasta w Bydgoszczy nad rzeką Brdą w miejscu dawnego grodu bydgoskiego z XI wieku, dysponuje m.in. 6 salami konferencyjnymi, siłownią, sauną, parkingiem podziemnym | www |         |
| 5   | Sepia          | Focha 20, Bydgoszcz        | 2014          | 90           | hotel sieci Mercure, zlokalizowany naprzeciw Opery Nova | www |         |
| 6   | Wodnik         | Nakielska 68, Bydgoszcz    | 2017          | 25           | zlokalizowany w Galerii Miedzyń nad Kanałem Bydgoskim, dysponuje m.in. salą konferencyjną oraz restauracją | www |         |
| 7   | Brzoza         | Bydgoska 34, Brzoza        | 1996          | 80           | początkowo pod nazwą „Gąsiorek”, zlokalizowany na skraju Puszczy Bydgoskiej przy drodze krajowej nr 25 Bydgoszcz – Inowrocław w gminie Nowa Wieś Wielka, 8 km od centrum Bydgoszczy; dysponuje 5 salami konferencyjnymi, zapleczem gastronomicznym, SPA, zapleczem sportowym oraz minizoo | www |         |

### Hotele 3-gwiazdkowe
| Lp. | Nazwa         | Adres                                      | Data otwarcia | Liczba pokoi | Uwagi | www | Zdjęcie |
| 1   | Brda          | Dworcowa 94, Bydgoszcz                     | 1972          | 216          | największy w Bydgoszczy hotel (300 miejsc noclegowych) zlokalizowany w 11-kondygnacyjnym budynku w Śródmieściu, niedaleko dworca Bydgoszcz Główna, zbudowany od podstaw hotel w okresie PRL, unowocześniony po 1990 roku, dysponuje zapleczem gastronomicznym, 9 salami konferencyjnymi, sauną, solarium, wypożyczalnią samochodów, klubem nocnym                                                    | www |         |
| 2   | Pałac         | Konna 10, Bydgoszcz                        | 1998          | 15           | w Leśnym Parku Kultury i Wypoczynku w północnej części miasta; zbudowany został w 1818 roku, przebudowany na przełomie XIX i XX wieku, do 1945 r. był dworem właścicieli majątku Myślęcinek, odrestaurowany w latach 1994-1998 i 2011–2013; sąsiaduje z Ogrodem Botanicznym i stadniną koni; wnętrza urządzono w stylu secesyjnym, dysponuje salą bankietową do organizacji imprez okolicznościowych | www |         |
| 3   | Campanile     | Jagiellońska 59, Bydgoszcz                 | 2013          | 117          | na wschodnim obrzeżu Śródmieścia, nieopodal stadionu Polonii, Bazyliki oraz rzeki Brdy, należy do sieci Campanile, mieści się w nowo wzniesionym 4-kondygnacyjnym budynku, posiada bar, restaurację, dwie sale konferencyjne oraz parking | www |         |
| 4   | Kuźnia        | Gdańska 67, Bydgoszcz                      | 2007          | 14           | niewielki hotel położony na zapleczu kamienicy przy ul. Gdańskiej 67, w bydgoskim Śródmieściu, nieopodal dzielnicy muzycznej, dysponuje m.in. barem z restauracją, sauną, jacuzzi, siłownią, ogródkiem letnim, parkingiem, cztery sale konferencyjne na 200 osób, obok znajduje się klub muzyczny „Kuźnia”                                                                                           | www |         |
| 5   | Park          | Wrocławska 3, Bydgoszcz                    |               | 35           | przy IV śluzie Kanału Bydgoskiego na obrzeżu plant nad Starym Kanałem Bydgoskim; dysponuje 4 salami konferencyjnymi, zapleczem gastronomicznym, spa | www |         |
| 6   | Maraton       | Powstańców Warszawy 13, Bydgoszcz          | 2005          | 56           | na osiedlu Zawisza, blisko Leśnego Parku Kultury i Wypoczynku; dysponuje zapleczem gastronomicznym, konferencyjnym, kantorem wymiany walut oraz bezpłatnym parkingiem | www |         |
| 7   | Pozyton       | Romanowskiej 1, Bydgoszcz                  | 2008          | 58           | w dwupiętrowym, nowoczesnym budynku przy Centrum Onkologii w Bydgoszczy w dzielnicy Fordon, na zalesionym terenie; dysponuje zapleczem gastronomicznym oraz bezpłatnym parkingiem; goście mogą skorzystać z karty rabatowej (25% zniżki) na basen, saunę, siłownię lub grotę solną w centrum rehabilitacji PARIS                                                                                     | www |         |
| 8   | Ogonowski     | Fordońska 21, Bydgoszcz                    | 2010          | 17           | na osiedlu Bartodzieje, niedaleko stawu Balaton; dysponuje m.in. sieciową restauracją „Kresowianka” (otwartą w 2006 r.) oraz bezpłatnym parkingiem | www |         |
| 9   | Best Inn      | Łochowska 69, Bydgoszcz                    |               | 70           | w czteropiętrowym budynku, w zachodniej części miasta na terenie zalesionym; dysponuje m.in. apartamentami z jacuzzi, zapleczem gastronomicznym, salą konferencyjną na 200 osób oraz bezpłatnym parkingiem | www |         |
| 10  | Chopin        | Chopina 10, Bydgoszcz                      | 2015          | 13           | w secesyjnej kamienicy na obrzeżu bydgoskiego Śródmieścia, z salą jadalną, barem i salą konferencyjną | www |         |
| 11  | Karczma Rzym  | Grunwaldzka 309, Bydgoszcz                 | 2003          | 26           | kompleks restauracyjno-hotelowo na zachodnich rubieżach Bydgoszczy przy drodze krajowej nr 10 Bydgoszcz – Szczecin; do dyspozycji restauracja, sale bankietowe, bezpłatny parking | www |         |
| 12  | Silver        | Fordońska 26A Bydgoszcz                    | 2017          | 50           | | www |         |
| 13  | Western Hotel | Szosa Gdańska 46 Niwy/Osielsko (Bydgoszcz) | 2016          | 29           | stylizowany na miasteczko z Dzikiego Zachodu, dysponuje m.in.: restauracją, siłownią, zapleczem konferencyjnym, salą bankietową na 80 osób, Vip Room-em, dwiema salami restauracyjnymi, pokojem do telekonferencji oraz parkingiem na 65 miejsc | www |         |
| 14  | Gazdówka Spa  | Szosa Gdańska 9, Żołędowo                  | 2006          | 12           | w gminie Osielsko; posiada pokoje stylizowane są na regionalne izby góralskie, restaurację typu „karczma góralska” z elementami wystroju sprowadzonymi z Zakopanego i okolic; do dyspozycji jest m.in. strefa fitness, wellness & SPA; właścicielem hotelu są członkowie rodu Gąsienica – Gładczan z Zakopanego                                                                                      | www |         |
| 15  | Pan Tadeusz   | Szosa Gdańska 43, Osielsko                 |               | 36           | dawniej hotel „Millenium”; w gminie Osielsko, przy drodze krajowej nr 5, w odległości 1 km od Leśnego Parku Kultury i Wypoczynku w Myślęcinku; posiada m.in. zaplecze gastronomiczne, 2 sale konferencyjne, saunę, solarium, bilard oraz kryty basen z jacuzzi | www |         |
| 16  | Czarny Koń    | Szosa Gdańska 55, Żołędowo                 |               | 10           | kompleks hotelowo-restauracyjny w gminie Osielsko, na polanie leśnej, 200 metrów od drogi krajowej nr 5 Bydgoszcz – Gdańsk oraz w odległości 1,5 km od jeziora Borówno; do dyspozycji m.in. stadnina koni na terenie o powierzchni 5 ha | www |         |
| 17  | Tawerna       | Szosa Gdańska 81, Żołędowo                 |               | 24           | kompleks hotelowo-restauracyjny w gminie Osielsko, przy drodze krajowej nr 5 Bydgoszcz – Gdańsk, w pobliżu lasu i jeziora; do dyspozycji restauracja, sala konferencyjna, wypożyczalnia sprzętu wodnego, darmowy parking, nauka jazdy konnej oraz paintball |     |         |
| 18  | Park          | Długa 1, Tryszczyn                         |               | 51           | 13 km od centrum Bydgoszczy w gminie Koronowo, przy drodze krajowej nr 25 Bydgoszcz – Koszalin; dysponuje m.in. restauracją, 3 salami konferencyjnymi, kantorem wymiany walut, bezpłatnym parkingiem | www |         |
| 19  | Leśny         | Leśna 64, Solec Kujawski                   |               | 54ms         | kompleks hotelowo-restauracyjny zlokalizowany 15 km od centrum Bydgoszczy, na skraju Puszczy Bydgoskiej, niedaleko drogi krajowej nr 10 Bydgoszcz – Toruń; | www |         |
| 20  | Autos         | Unii Europejskiej 2B, Solec Kujawski       |               | 34           | kompleks hotelowo – restauracyjny zlokalizowany 18 km od centrum Bydgoszczy, na skraju Puszczy Bydgoskiej, przy drodze krajowej nr 10 Bydgoszcz – Toruń; do dyspozycji m.in. siłownia, basen, sauna | www |         |

### Hotele 2-gwiazdkowe
| Lp. | Nazwa     | Adres                              | Data otwarcia | Liczba pokoi | Uwagi | www | Zdjęcie |
| 1   | Ratuszowy | Długa 37, Bydgoszcz                | 1882          | 29           | jeden ze starszych hoteli w Bydgoszczy, położony w obrębie Starego Miasta, 150 m od Starego Rynku, w XIX-wiecznej trzypiętrowej kamienicy; dysponuje restauracją oraz salą konferencyjną                                                                  | www |         |
| 2   | Pegaz     | Skłodowskiej- Curie 10a, Bydgoszcz | 1993          | 10           | na osiedlu Skrzetusko w pobliżu centrum miasta, szpitala Uniwersyteckiego nr 1 oraz stadionu Polonia; do dyspozycji zaplecze gastronomiczne; w sąsiedztwie Centrum SPA Klub Odnowy Biologicznej                                                           | www |         |
| 3   | Focus     | Modrzewiowa 1, Bydgoszcz           | 2013          | 36           | hotel sieciowy zwany dawniej „Sporting”, położony w północnej części miasta przy kompleksie sportowym Zawisza Bydgoszcz; dysponuje restauracją, 2 salami konferencyjnymi, sauną, siłownią.                                                                | www |         |
| 4   | Zawisza   | Gdańska 163, Bydgoszcz             |               | 75           | położony na terenie kompleksu sportowego Zawisza Bydgoszcz i stadionu im. Zdzisława Krzyszkowiaka; zmodernizowany w 2010 roku; do dyspozycji restauracja, spa, centrum odnowy biologicznej z hydromasażem i sauną, centrum konferencyjne, darmowy parking | www |         |
| 5   | Pomorski  | Fordońska 112, Bydgoszcz           | 1975          | 36           | zlokalizowany przy jednej z głównych ulic Bydgoszczy, w pobliżu rzeki Brdy oraz centrum handlowego Galeria Pomorska, do dyspozycji restauracja, pizzeria oraz darmowy parking                                                                             | www |         |
| 6   | Chemik    | Wojska Polskiego 48, Bydgoszcz     |               | 34           | na osiedlu Kapuściska, w pobliżu Parku Przemysłowego oraz byłych Zakładów Chemicznych Zachem; dysponuje m.in. salą klubową, sportowo-rekreacyjną, sauną, jacuzzi, centrum fitness, bezpłatnym parkingiem                                                  | www |         |
| 7   | Ikar      | Szubińska 32, Bydgoszcz            |               | 98           | w trzypiętrowym budynku na osiedlu Błonie, przy drodze wylotowej w kierunku Poznania, niedaleko portu lotniczego Bydgoszcz; do dyspozycji restauracja, 3 sale konferencyjne i darmowy parking                                                             | www |         |
| 8   | Amelia    | Energetyczna 2, Bydgoszcz          |               | 64           | w trzypiętrowym budynku w południowo-wschodniej części miasta w pobliżu Elektrociepłowni II oraz Bydgoskiego Parku Przemysłowego; dysponuje m.in. restauracją oraz bezpłatnym parkingiem                                                                  | www |         |
| 9   | Agat      | Nad Torem 17, Bydgoszcz            |               | 21           | na osiedlu Czyżkówko, przy drodze krajowej nr 25 Bydgoszcz – Koszalin; dysponuje restauracją, 3 salami konferencyjnymi, bezpłatnym parkingiem oraz SPA; modernizowany w celu uzyskania kategorii ***                                                      | www |         |
| 10  | Logan     | Siedlecka 8b, Bydgoszcz            | 2001          | 37           | na osiedlu Czyżkówko, nieopodal Kanału Bydgoskiego, Brdy oraz drogi krajowej nr 25; do dyspozycji restauracja oraz parking | www |         |
| 11  | Elda      | Fordońska 26, Bydgoszcz            |               | 30           | na osiedlu Bartodzieje, niedaleko ronda Fordońskiego; do dyspozycji restauracja i bezpłatny parking | www |         |
| 12  | Hawana    | Boczna 29, Bydgoszcz               | 2004          | 25           | niewielki hotel na osiedlu Bydgoszcz Wschód nieopodal Galerii Pomorskiej; dysponuje m.in. ogrodem i bezpłatnym parkingiem | www |         |
| 13  | Eurohotel | Szubińska 93, Białe Błota          | 1998          | 28           | 3,5 km od centrum Bydgoszczy w gminie Białe Błota; dysponuje m.in. restauracją, salą konferencyjną, ogrodem, stawem, chatą do grillowania, sauną, bezpłatnym parkingiem                                                                                   | www |         |
| 14  | Sylwana   | Szubińska 87a, Białe Błota         |               | 13           | na zalesionym terenie, 4 km od centrum Bydgoszczy w gminie Białe Błota, niedaleko węzła drogowego S5/S10; dysponuje m.in. restauracją, salą bankietową na 120 osób, bezpłatnym parkingiem                                                                 | www |         |

### Hotele 1-gwiazdkowe
| Nr | Nazwa   | Adres                    | Data otwarcia | Liczba pokoi | Uwagi                                                                                  | www | Zdjęcie |
| 1  | Elda II | Fordońska 399, Bydgoszcz |               | 28           | usytuowany na wylocie z Bydgoszczy w kierunku Torunia; do dyspozycji bezpłatny parking | www |         |

### Hotele bez gwiazdek lub w trakcie kategoryzacji i inne obiekty
| Nr | Nazwa                          | Adres                                               | Data otwarcia | Liczba pokoi | Uwagi | www | Zdjęcie |
| 1  | Przystań Bydgoszcz             | Tamka 2, Bydgoszcz                                  | 2012          | 22           | hotel z przystanią umieszczony w nowoczesnym budynku na Wyspie Młyńskiej z widokiem na Operę Nova oraz zakole Brdy; mieści oprócz hotelu i restauracji część sportowo-rekreacyjną m.in. z wypożyczalnią rowerów oraz sprzętu wodnego, przystanią dla łodzi i żaglówek; dysponuje również salą konferencyjną fitness oraz sauną | www |         |
| 2  | Centralny                      | Dworcowa 85, Bydgoszcz                              | 1876          | 26           | jeden z najstarszych czynnych obiektów hotelowych w Bydgoszczy, zlokalizowany w XIX-wiecznej kamienicy, blisko dworca kolejowego Bydgoszcz Główna | www |         |
| 3  | Apollo                         | Ikara 18, Bydgoszcz                                 |               | 31           | na osiedlu Błonie, dysponuje m.in. restauracją, salą konferencyjną, ogrodem letnim, bezpłatnym parkingiem |     |         |
| 4  | Akor                           | Ludwikowo 1, Bydgoszcz                              | 1990          | 56           | usytuowany ok. 1 km od dworca Bydgoszcz Główna w trzypiętrowym budynku przy terenie leśnym; dysponuje m.in. restauracją, kawiarnią, salą konferencyjną, salą bankietową, bezpłatnym parkingiem | www |         |
| 5  | Merlin                         | Zygmuta Augusta 7, Bydgoszcz                        | 1981          | 90ms         | niedrogi hostel położony w pobliżu dworca kolejowego Bydgoszcz Główna; do dyspozycji kuchnia samoobsługowa |     |         |
| 6  | Villa Secesja                  | Gdańska 18, Bydgoszcz                               | 2008          | 7            | zespół apartamentów w parku Kazimierza Wielkiego, stylizowany na dom z okresu belle époque; do dyspozycji m.in. dwie restauracje (La Vista, Oranżeria), sala konferencyjna | www |         |
| 6  | Orbi                           | Wczasowa 17, Bydgoszcz                              |               | 7            | pokoje z łazienkami w budynku zlokalizowanym na osiedlu Bielice, w pobliżu drogi wylotowej w kierunku Inowrocławia; dysponuje m.in. dostępem do kuchni, bezpłatnym parkingiem | www |         |
| 7  | Villa Tatrzańska               | Pelplińska 13, Bydgoszcz                            |               | 8            | zespół gastronomiczno-hotelowy położony na osiedlu tatrzańskim w dzielnicy Fordon; do dyspozycji restauracja | www |         |
| 8  | Centrum                        | Nowotoruńska 8, Bydgoszcz                           |               | 15           | kompleks hotelowo-rekreacyjny na osiedlu Kapuściska, dysponuje m.in. restauracją, salą konferencyjną, kortami tenisowymi, siłownią, fitness | www |         |
| 9  | Szkolne Schronisko Młodzieżowe | Sowińskiego 5, Bydgoszcz                            | 1963          | 100ms        | schronisko zlokalizowane w zabytkowym budynku dawnej szkoły ludowej (1898) w Śródmieściu Bydgoszczy | www |         |
| 10 | Hotel Homer                    | Powstańców Wielkopolskich 33, 85-090 Bydgoszcz      | 1981          | 26           | Hotel położony na osiedlu Bielawy, działa na terenie Ośrodka Rehabilitacji i Szkolenia Polskiego Związku Niewidomych w Bydgoszczy. Każdy pokój wyposażony jest w łazienkę, TV oraz czajnik. do dyspozycji m.in. stołówka, sala konferencyjna, biblioteka, klubokawiarnia, sala sportowa, kaplica, bezpłatny parking            | www |         |
| 11 | Hotel OSiR                     | Bojowników o Wolność i Demokrację 3, Solec Kujawski | 2002          | 16           | w soleckim Ośrodku Sportu i Rekreacji, 16 km od centrum Bydgoszczy; do dyspozycji m.in. sauna, solarium, siłownia, sala do aerobiku, klubokawiarnia; na miejscu znajduje się hala sportowa, stadion, park wodny, a w sąsiedztwie park jurajski                                                                                 | www |         |
| 12 | Saga                           | Poznańska 32, Zamość k. Bydgoszczy                  |               | 12           | zlokalizowany w gminie Szubin, 12 km od centrum Bydgoszczy; przy drodze krajowej nr 5 | www |         |
| 13 | Pałac w Lubostroniu            | Lubostroń 1                                         |               | 18           | zlokalizowany w gminie Łabiszyn, ok. 20 km od centrum Bydgoszczy, w zespole parkowo-pałacowym rodu Skórzewskich | www |         |

### Pensjonaty
Obiekty porównywalne do hoteli, skategoryzowane, świadczące dla klientów całodzienne wyżywienie.
- Villa Agat, ul. Borowiacka 21, Bydgoszcz (100 miejsc), zlokalizowana na osiedlu Czyżkówko, niedaleko hotelu Agat (**), w którym istnieje możliwość wykupienia posiłków; www
- Villa Alicja, ul. Sanatoryjna 52, Bydgoszcz (3 pokoje), zlokalizowana na osiedlu Opławiec, na skraju lasu; dysponuje m.in. ogrodem, parkingiem; www
- Kinga, ul. Piechockiego 2, Bydgoszcz (5 pokoi), zlokalizowany na osiedlu Przylesie w dzielnicy Fordon; www
- Oliwia, ul. Nieduszyńskiego 5, Bydgoszcz (6 pokoi), zlokalizowany na osiedlu Przylesie w dzielnicy Fordon;
- Rafcar, ul. Bydgoska 12-14, Bydgoszcz (6 pokoi), zlokalizowany w Starym Fordonie; www

### Hostele, motele

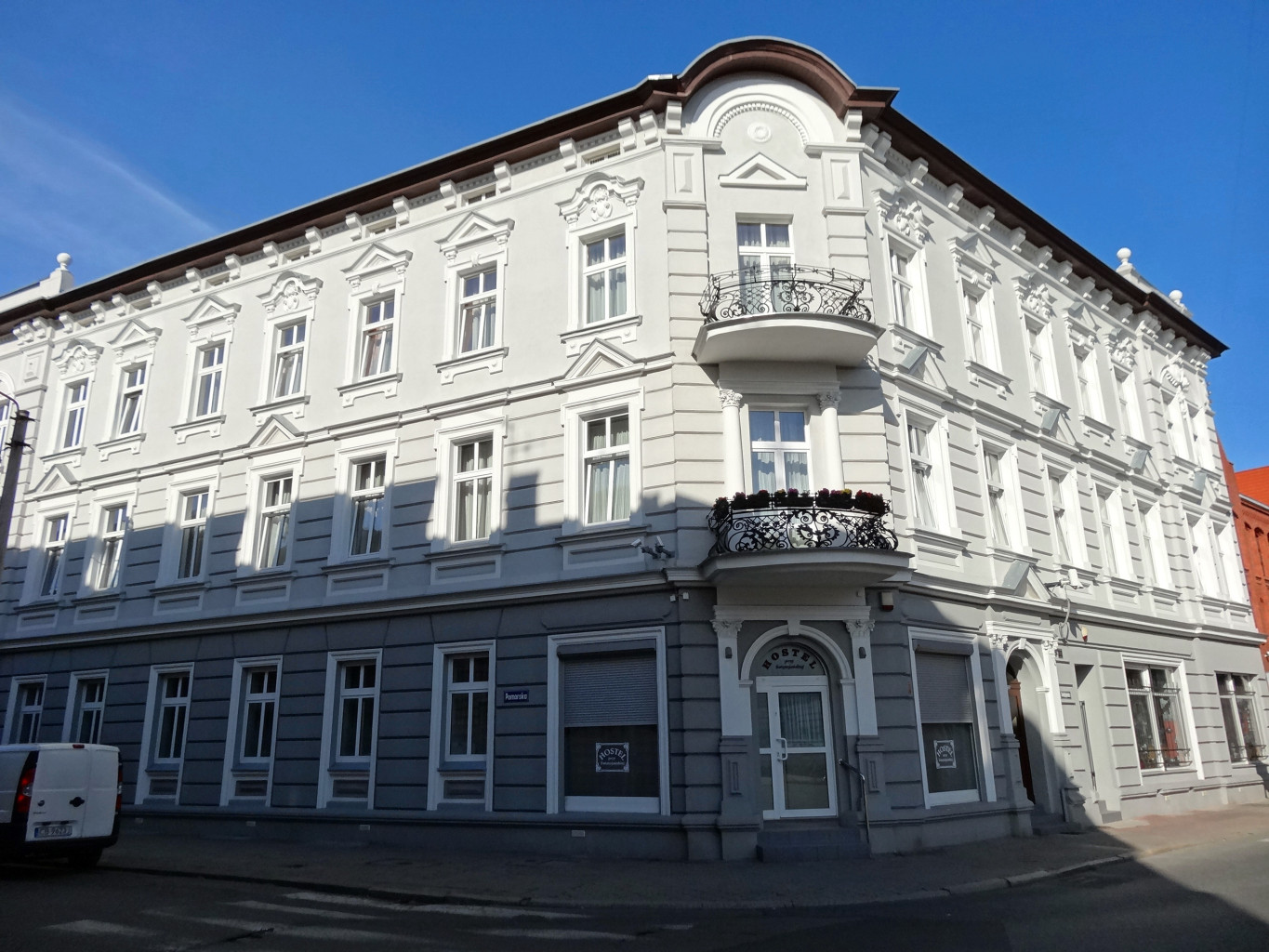
Hostel w kamienicy przy ul. Świętojańskiej 22

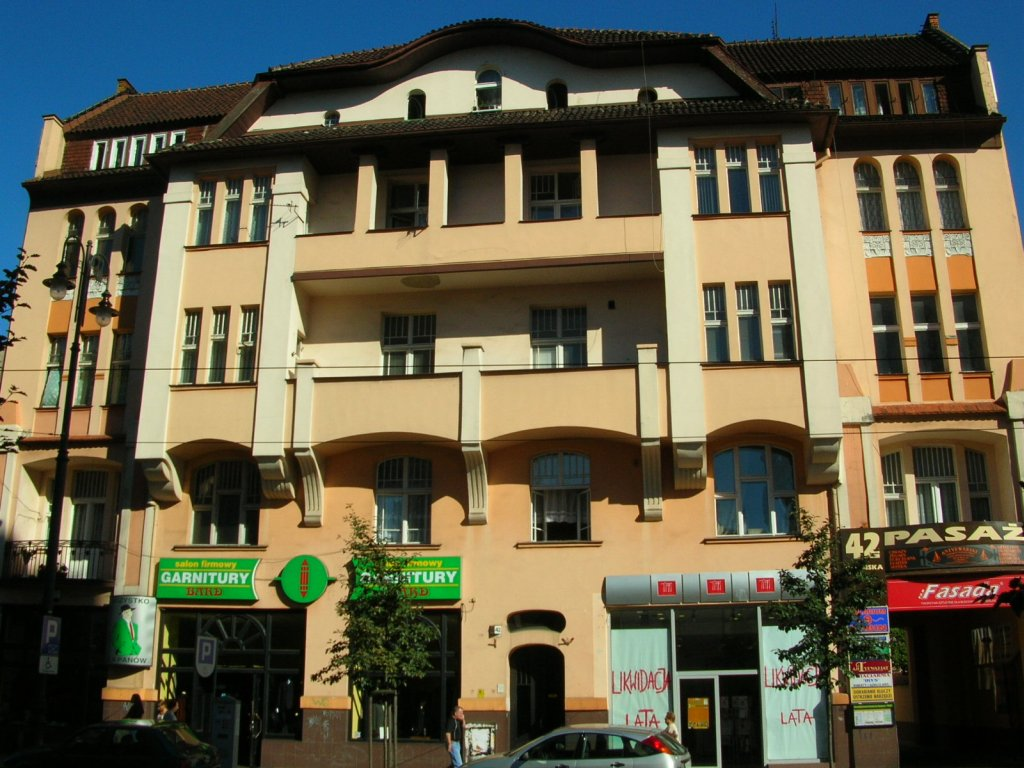
Hostel w kamienicy Maxa Rosenthala przy ul. Gdańskiej

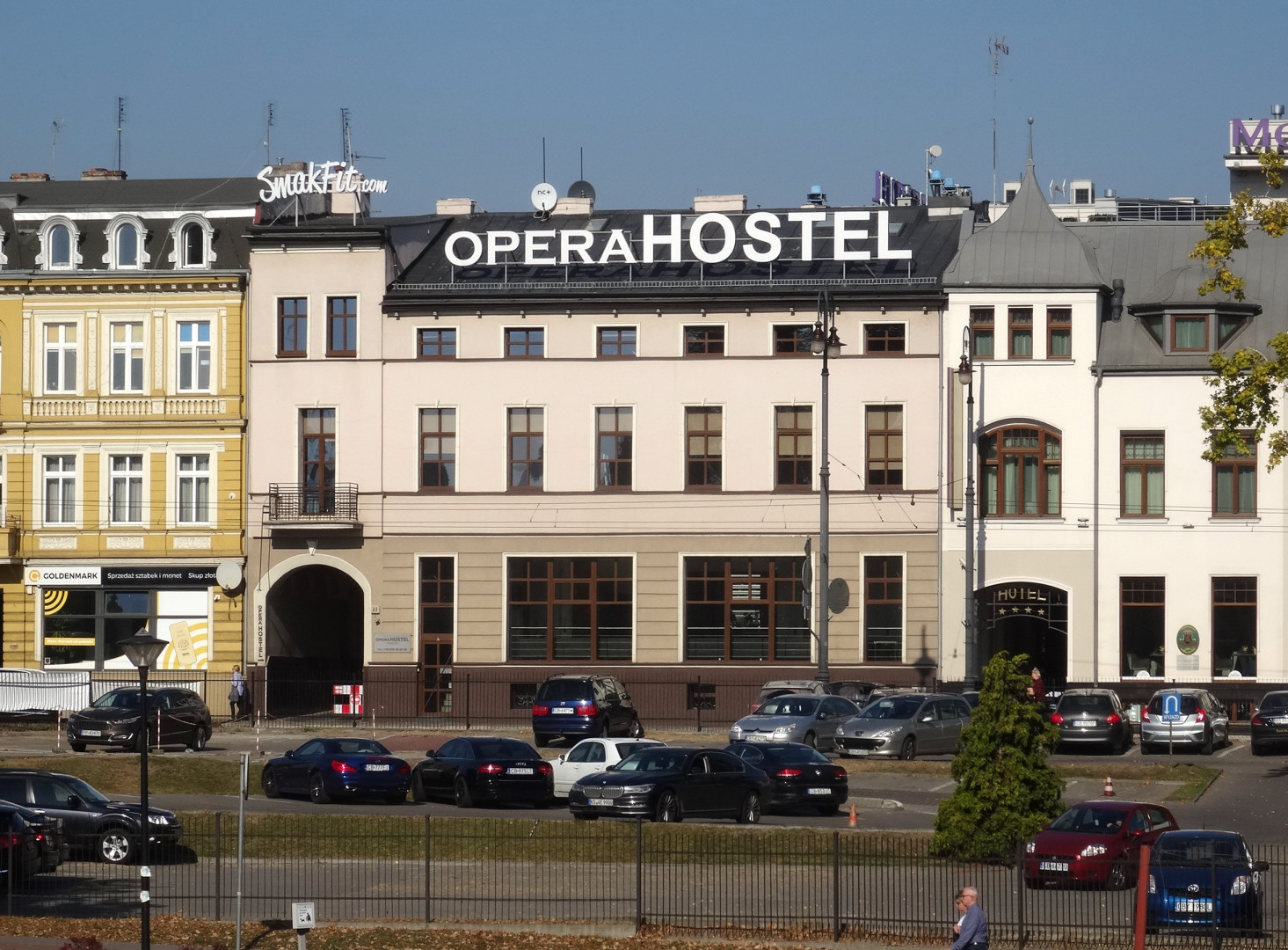
OperaHostel przy ul. Focha 22

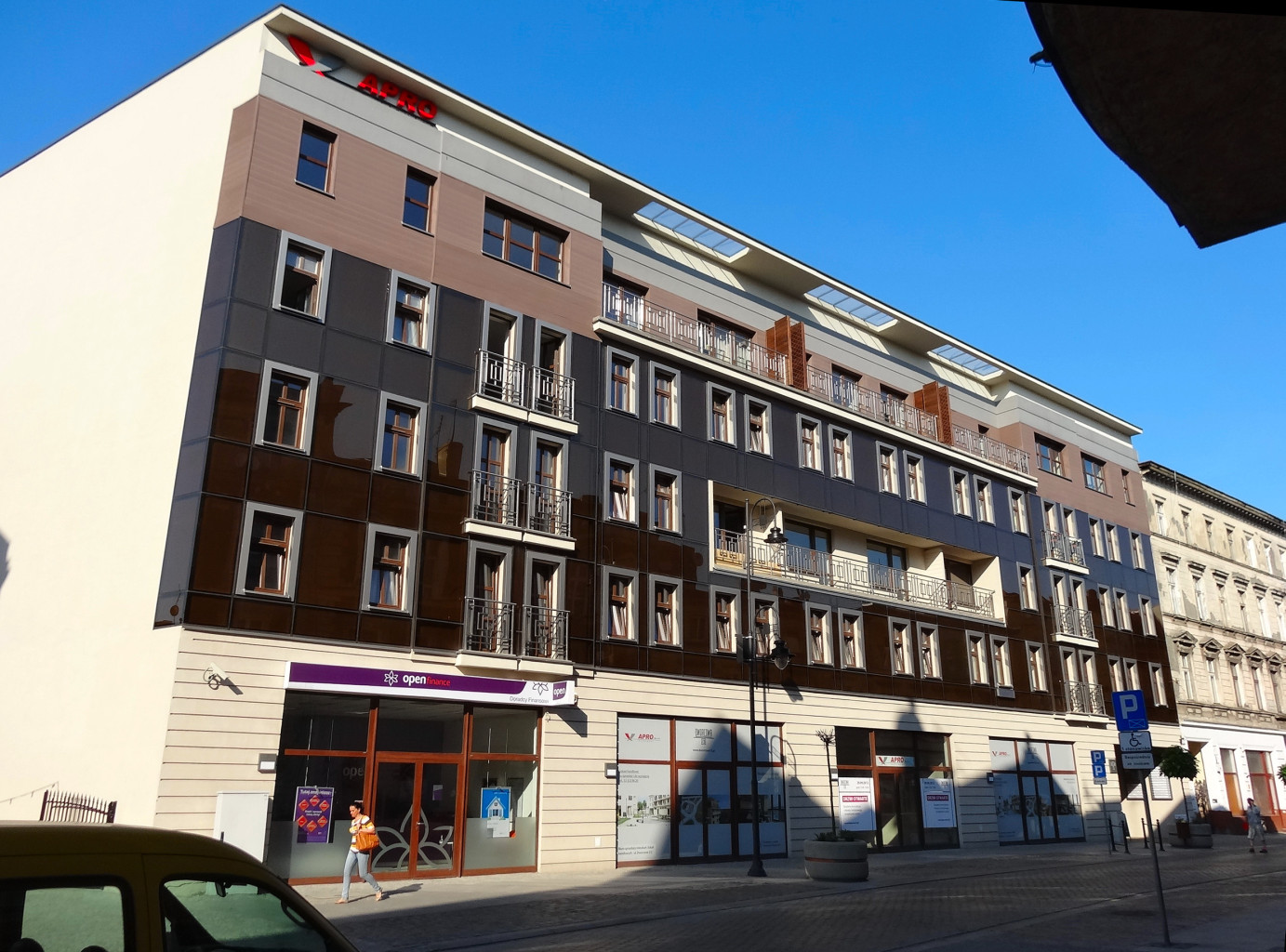
Apartamenty w kamienicy przy ul. Dworcowej 13

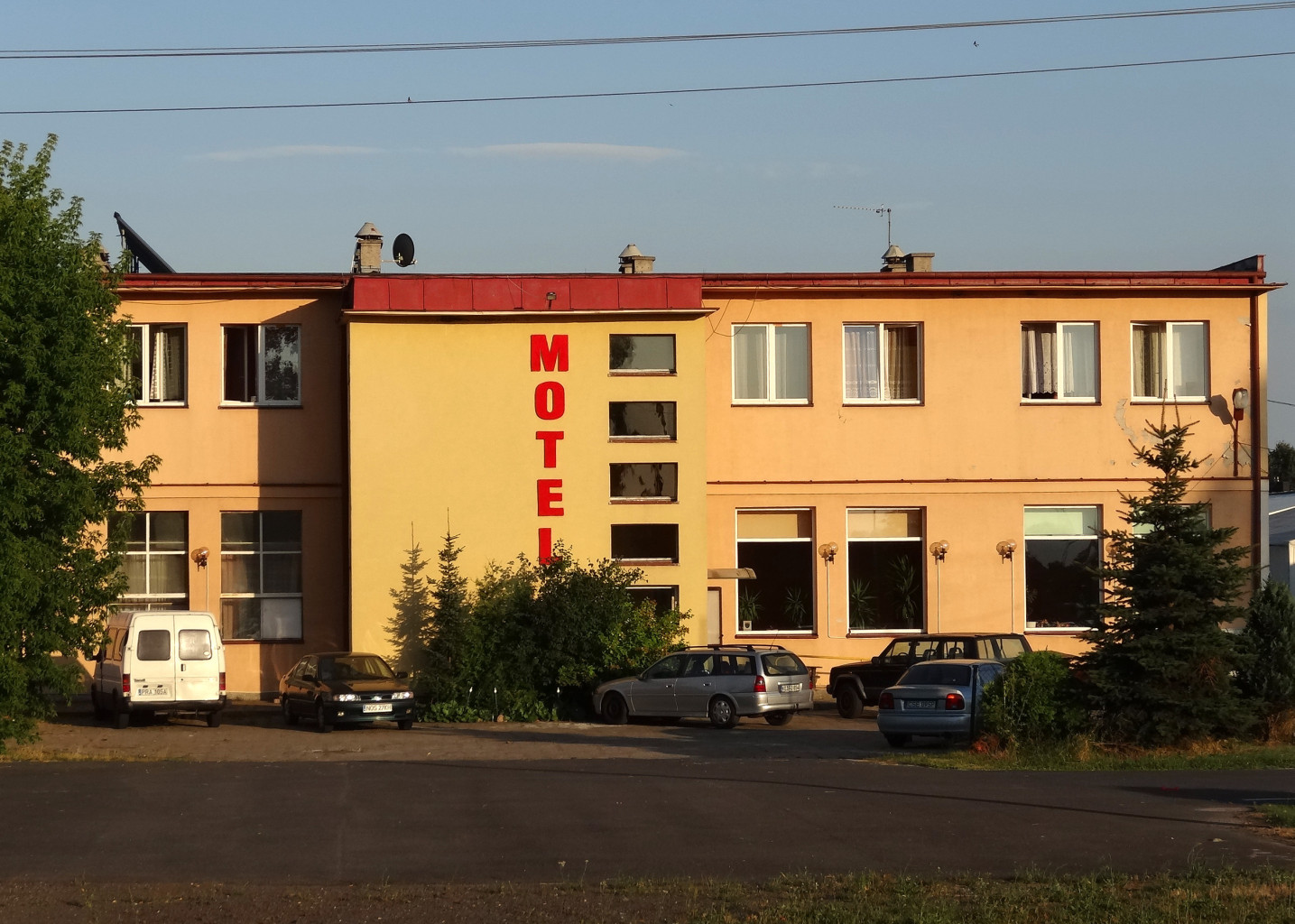
Motel na Niwach przy drodze krajowej nr 5 Bydgoszcz-Gdańsk

Miejsca noclegowe w tego typu obiektach są tańsze od hoteli. Hostele charakteryzują się współdzieleniem części wyposażenia oraz pomieszczeń przeznaczonych dla gości (np. wspólna kuchnia i łazienka), natomiast oferta moteli skierowana jest przede wszystkim do zmotoryzowanych podróżnych.
- OperaHostel, ul. Focha 22, Bydgoszcz (25 apartamentów), zlokalizowany naprzeciw Opery Nova; www
- Hostel24 Bed&Breakfast, ul. Lelewela 35a, Bydgoszcz (32 pokoje), zlokalizowany na osiedlu Bielawy; do dyspozycji bufet, ogród, dwie sale konferencyjne oraz bezpłatny parking; www
- Przy Świętojańskiej, ul. Świętojańska 22, Bydgoszcz, hostel zlokalizowany w północnej części Śródmieścia Bydgoszczy w odrestaurowanej kamienicy z końca XIX w.; dysponuje m.in. dostępem do kuchni; www
- Na Gdańskiej, ul. Gdańska 42, Bydgoszcz (33 miejsca), hostel zlokalizowany w zabytkowej kamienicy Maxa Rosenthala zbudowanej w 1906 roku; www
- Mega, ul. Curie Skłodowskiej 16-18, Bydgoszcz (13 pokoi), zlokalizowany na osiedlu Skrzetusko, w pobliżu stadionu Polonii; www
- Motel Irmaro, ul. Dworzec 1 (Stary Fordon)
- Dom Sue Ryder Hotel, ul. Roentgena 3, www
- Jermir, Strzyżawa 48 k. Bydgoszczy (od 1988 roku, 9 pokoi), zespół gastronomiczno-hotelarski położony 1 km od granic Bydgoszczy w kierunku Torunia (gmina Dąbrowa Chełmińska) w zakolu Wisły; dysponuje m.in. restauracją, ogrodem z basenem otwartym, parkingiem; www
- Dworek Zawadzkich, ul. Bydgoska 9, Kruszyn (5 pokoi), zespół gastronomiczno-hotelowy zlokalizowany w gminie Sicienko, przy drodze krajowej nr 10; www
- Złota Karczma, ul. Kruszyńska 3, Ciele (17 pokoi), motel z zapleczem gastronomicznym w gminie Białe Błota, 9 km od centrum Bydgoszczy; urządzony w stylu górskim; www
- Chata Skrzata, ul. Bydgoska 33, Kruszyniec (19 pokoi), motel z zapleczem gastronomicznym położony w gminie Sicienko, 9 km od centrum Bydgoszczy; www
- Chata myśliwska, Wojnowo gmina Sicienko
- Ostromecka, ul. Bydgoska 8, Ostromecko, motel z zapleczem gastronomicznym położony w gminie Dąbrowa Chełmińska, ok. 3 km od granic Bydgoszczy; www
- Gospoda Kruszyn, ul. Bydgoska 13, Kruszyn (15 pokoi), motel z zapleczem gastronomicznym położony w gminie Sicienko, 3 km od granic Bydgoszczy; www
- Na Niwach, Szosa Gdańska 28, Osielsko (15 pokoi), motel z zapleczem gastronomicznym położony przy drodze krajowej nr 5, 10 km od centrum Bydgoszczy; www
- Karczma Grzybek, ul. Nizinna 6-8, Białe Błota; www
- Karczma Zbyszko, ul. Bydgoska 8, Prądocin; www
- Motel Pod Kominkiem, ul. Leśna 3, Brzoza; www
- Toporzanka, Toporzysko 38 (6 pokoi), motel z zapleczem gastronomicznym położony przy drodze krajowej nr 80 w gminie Zławieś Wielka;

### Apartamenty
Poniżej wybrane apartamenty, będące alternatywą dla hoteli (stan 2014 rok)
- Apartamenty Katarynka, ul. Niedźwiedzia 3 (5 pokoi) przy Starym Rynku w Bydgoszczy; www
- Apartamenty na Starówce, ul. Długa 25 (6 pokoi); www
- Dream of Bydgoszcz, ul. Dworcowa 13 (7 pokoi); www
- Bydgoskie Apartamenty, „Dworcowa 13” – ul. Dworcowa 13/56, „Marilyn” – ul. Kurpińskiego 12/9, „Na Skarpie” – Przodowników pracy 20/11; www
- Apartament Zamoyskiego, ul. Zamoyskiego 2a/4 (2 pokoje); www
- Apartamenty Bydgoska Secesja, al. Mickiewicza 3/8
- Apartamenty Parkowe, al. Mickiewicza 4/2 (7 pokoi); www
- Apartamenty Grunwaldzkie, ul. Grunwaldzka 21 (5 pokoi); www
- Apartament Centrum, ul. Jagiellońska 70/43 (4 miejsca); www
- Apartament Nordic, ul. Kaszubska 17 (4 miejsca); www
- Apartamenty ApartLove, ul. Magdzińskiego 6 / ul. Zaułek 17; www
- Kamienica Poznańska 7, www
- Apartament Błonie, ul. Stefana Okrzei 4; www
- Apartament Jarzębinowa, ul. Jarzębinowa 2/3 (osiedle Leśne); www
- Apartament Powstańców Warszawy, ul. Powstańców Warszawy 6A (osiedle Zawisza)
- Apartament Zewnętrzny La Vista, ul. Magnuszewska 3/36a (osiedle Wyżyny); www
- Apartamenty Fordon, ul. Szumana 3 (osiedle Przylesie); www
- Apartament Skori, ul. Magdzińskiego (Stare Miasto); www
- Apartament Day & Night, ul. Grudziądzka (Stare Miasto);
- Apartament Na Kujawskiej, ul. Kujawska

### Hotele asystenckie, studenckie, bursy
Poniżej domy noclegowe w gestii szkół wyższych oraz wybrane internaty.
- Hotel Asystenta Uniwersytetu Kazimierza Wielkiego, ul. Baczyńskiego 10 (Kapuściska)
- Hotel Asystenta (32 miejsca) Uniwersytetu Technologuczno-Przyrodniczego, ul. Dworcowa 79 (Śródmieście)
- Hotel Asystencki nr 1 Collegium Medicum UMK, ul. Powstańców Wielkopolskich 44 (Bielawy)
- Hotel Asystencki nr 2 Collegium Medicum UMK, ul. Osiedlowa 3 (Fordon)
- Dom Studenta nr 1 „Romek” (300 miejsc) Uniwersytetu Kazimierza Wielkiego, ul. Łużycka 24 (Skrzetusko)
- Dom Studenta nr 2 „Atomek” (313 miejsc) Uniwersytetu Kazimierza Wielkiego, ul. Łużycka 21 (Skrzetusko)
- Domy Studenta F1 i F2 (646 + 449 miejsc) Uniwersytetu Technologiczno-Przyrodniczego, ul. Kaliskiego 12-14 (Fordon)
- Domy Studenta B1 i B2 (208 + 183 miejsc) Uniwersytetu Technologiczno-Przyrodniczego, ul. Koszarowa 9 (Błonie)
- Dom Studencki nr 1 Collegium Medicum UMK, ul. Bartłomieja z Bydgoszczy 6 (Fordon)
- Dom Studencki nr 2 Collegium Medicum UMK, ul. Jagiellońska 13 (Śródmieście), 140 miejsc
- Dom Studencki nr 3 Collegium Medicum UMK, ul. Powstańców Wielkopolskich 46 (Bielawy), 252 miejsca
- Dom Studenta Akademii Muzycznej, ul. Staszica (dzielnica muzyczna)
- Dom Studenta Wyższej Szkoły Gospodarki, ul. Garbary 3 (Okole)
- Internat Garnizonowy, ul. Sułkowskiego 52 (osiedle Leśne)
- Bursa nr 3, ul. Słoneczna 19; www
- Bursa Szkolnictwa Zawodowego, ul. Głowackiego 37; www
- Bursa Średnich Szkół Medycznych, ul. Swarzewska 2, www
- Zespół Szkół Ogrodniczych Internat, ul. Topolowa 113
- Zespół Szkół Spożywczych Internat, ul. Spokojna 10a
- Zespół Szkół Drzewnych Internat, ul. Toruńska 50a
- Zespół Szkół Plastycznych Internat, Chwytowo 16-18
- Internat Ośrodka Szkolno-Wychowawczego im. L. Braille’a, ul. Krasińskiego 10
- Internat Specjalnego Ośrodka Szkolno-Wychowawczego, ul. Graniczna 12

### Domy pielgrzyma
- Archidiecezjalny Dom Rekolekcyjny, ul. Piaski 65; powstały w 1996 roku w dolinie Brdy na osiedlu Piaski

### Inne obiekty noclegowe
W Bydgoszczy znajduje się obszerna oferta mieszkań, pokoi i kwater do wynajęcia, zaś w okolicach miasta, zwłaszcza na terenach wiejskich i w pobliżu lasów, jezior i rzek dostępne są gospodarstwa agroturystyczne (www). Innymi obiektami noclegowymi są kempingi, pola biwakowe i namiotowe. Na północno-zachodnich rubieżach miasta nad Brdą (osiedle Janowo) znajduje się ośrodek biwakowy PTTK Szlak Brdy z zespołem domków turystycznych (www), zaś nad Zalewem Koronowskim kilkanaście ośrodków wypoczynkowych.